# Lucien Choury

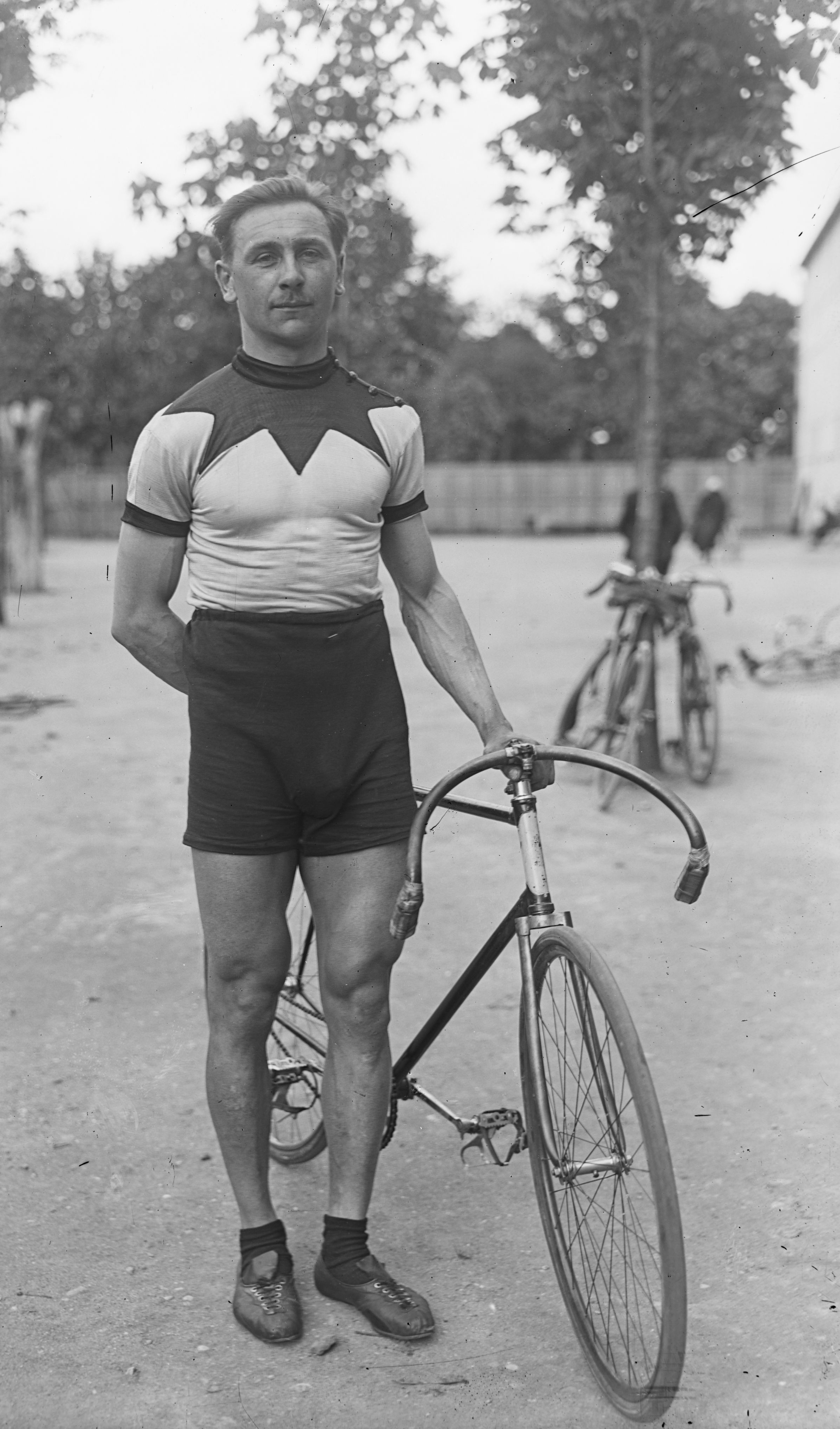
Lucien Choury (1924)

Lucien Choury (* 26. März 1898 in Courbevoie; † 18. Mai 1987 in Neuilly-sur-Seine) war ein französischer Bahnradsportler und Olympiasieger.
1924 startete Lucien Choury in drei Disziplinen bei den Olympischen Spielen in Paris. In Tandemrennen errang er gemeinsam mit Jean Cugnot die Goldmedaille, mit dem französischen Team wurde er Vierter in der Mannschaftsverfolgung und im Scratch über 50 Kilometer schied er aus.
Von 1928 bis 1935 war Choury Profi und startete bei 28 Sechstagerennen, von denen er eins gewann, 1928 in Saint-Étienne, gemeinsam mit seinem Standardpartner Louis Fabre.